# فلورانس ویولت مک‌کنزی
فلورانس ویولت مک‌کنزی (انگلیسی: Florence Violet McKenzie; ۲۸ سپتامبر ۱۸۹۰ – ۲۳ مهٔ ۱۹۸۲) که با نام محبت‌آمیز "خانم مک" شناخته می‌شد، نخستین زن مهندس برق در استرالیا، بنیان‌گذار سپاه اضطراری سیگنالینگ زنان (WESC) و حامی همیشگی آموزش فنی برای زنان بود. او با موفقیت برای پذیرش برخی از کارآموزان زن خود در نیروی دریایی تمام‌مردانه تلاش کرد و از این طریق خدمات سلطنتی زنان نیروی دریایی استرالیا (WRANS) را بنیان نهاد. حدود ۱۲٬۰۰۰ سرباز در مدرسه آموزش سیگنالینگ او در سیدنی آموزش دیدند و مهارت‌هایی در کد مورس و سیگنالینگ بصری (سمافور پرچم و کد بین‌المللی سیگنال‌ها) کسب کردند.
او در سال ۱۹۱۸ کسب‌وکار برق‌کشی خود را راه‌اندازی کرد و برای دریافت دیپلم مهندسی برق در کالج فنی سیدنی، خود را شاگرد همان کسب‌وکار قرار داد. او در آن زمان با عنوان «مادمازل توماس ادیسون» استرالیا توصیف می‌شد. در سال ۱۹۲۲، او نخستین زن استرالیایی بود که مجوز اپراتور رادیویی آماتور را دریافت کرد. در دهه‌های ۱۹۲۰ و ۱۹۳۰، «فروشگاه بی‌سیم» او در بازار رویال سیدنی، در میان علاقه‌مندان و آزمایش‌کنندگان رادیویی مشهور بود. او در سال ۱۹۲۲ مجله وایرلس ویکلی را بنیان نهاد، در سال ۱۹۳۴ انجمن برق زنان استرالیا را تأسیس کرد و در سال ۱۹۳۶ نخستین «کتاب آشپزی تمام‌برقی» را نوشت. در سال‌های پس از جنگ، او با آلبرت اینشتین مکاتبه داشت.

## خانواده و تحصیلات
فلورنس وایولت گرنویل در ملبورن در ۲۸ سپتامبر ۱۸۹۰ از جورج و ماری آنی (نام خانوادگی پیش از ازدواج: جایلز) والاس متولد شد. برخی منابع سال ۱۸۹۲ را به عنوان سال تولد او ذکر کرده‌اند. پیش از ازدواج با سیسیل مک‌کنزی در سن ۳۴ سالگی، او با نام وایولت والاس شناخته می‌شد. در گواهی تولد وایولت، نام آنی به عنوان «آنی گرنویل» ذکر شده بود، پس از نام پدر برادر بزرگ‌ترش والتر، جیمز گرنویل [یا گرویل]. هیچ مدرکی برای تأیید وجود جیمز یافت نشده است. زمانی که وایولت دو ساله بود، خانواده‌اش به آستینمر در جنوب سیدنی نقل مکان کردند.

### مدرسه عمومی ثیرول
خواهر و برادران او در مدرسه عمومی ثیرول تحصیل کردند. وایولت کوچک در این مدرسه، در سال ۱۸۹۹ در یک برنامه نمایشی در دکلمه و آواز، استعداد و اعتمادبه‌نفس خود را به نمایش گذاشت.

"من به کالج فنی رفتم و با مدیر آنجا صحبت کردم. او گفت: 'اوه، شما نمی‌توانید اینجا مهندسی بخوانید مگر اینکه در این رشته مشغول به کار باشید'... گفتم، 'خب، اگر من یک کسب‌وکار مهندسی برق داشته باشم و در آن مشغول به کار باشم، مشکلی نیست؟' او گفت، 'بله، اگر اثبات کنی.' بنابراین به خانه برگشتم، چند کارت ویزیت با نام خودم و کسب‌وکار برق چاپ کردم، آگهی‌های نیازمندی‌های روزنامه را بررسی کردم و دیدم که خانه‌ای در … آندِرکلیف حدود ۲ مایل از تراموا درخواست قیمت‌گذاری برای نصب برق کرده است… آنجا رفتم و کسی جز من به آن فکر نکرده بود، پس کار را به من دادند… سپس به کالج برگشتم، کارت و قرارداد کار را نشان دادم و آنها گفتند، 'خیلی خوب، می‌توانی شروع کنی.'"

فلورنس مک‌کنزی
از دوران کودکی، وایولت علاقه‌ای مستقل به برق و اختراع داشت. او در یک مصاحبه تاریخ شفاهی در سال ۱۹۷۹ چنین یادآوری کرد:
من همیشه با زنگ‌ها و زنگوله‌ها و چیزهای مختلف در خانه بازی می‌کردم. مادرم گاهی می‌گفت «وایولت بیا کمک کن چیزی پیدا کنم، در این کابینت خیلی تاریک است» – او بینایی خیلی خوبی نداشت… بنابراین من یک باتری تهیه می‌کردم و یک کلید نصب می‌کردم، و وقتی او در کابینت را باز می‌کرد، چراغی روشن می‌شد… این‌گونه بود که شروع به بازی با این چیزها کردم.

### دبیرستان دخترانه سیدنی
ویولت بعدها موفق به دریافت بورسیه‌ای برای تحصیل در دبیرستان دخترانه سیدنی شد و سال آخر خود را در ۱۹۰۹ به پایان رساند، هرچند به دلیل مشکلات سلامتی، یک سال تحصیلی را تکرار کرده بود. او سپس در کالج تربیت معلم سیدنی ثبت‌نام کرد و قصد داشت معلم ریاضیات شود. در همان دوران که ویولت در دبیرستان تحصیل می‌کرد، برادر بزرگ‌ترش در انگلستان مشغول به تحصیل در رشته مهندسی برق بود و در زمان آغاز دوره تربیت معلم ویولت به خانه بازگشت.
در سال ۱۹۱۵، ویولت دروس شیمی ۱ و زمین‌شناسی ۱ را در دانشگاه سیدنی گذراند. او سپس به کالج فنی سیدنی در آلتیمو، نیو ساوت ولز مراجعه کرد تا در دوره دیپلم مهندسی برق ثبت‌نام کند. تا مارس ۱۹۲۲، وی موفق به اخذ این دیپلم شد.
در دسامبر ۱۹۲۳، مک‌کنزی از کالج فنی سیدنی فارغ‌التحصیل شد. او بعدها دیپلم خود – که نخستین دیپلم مهندسی برق اعطاشده به یک زن در استرالیا بود – را به مجموعه موزه پاورهاوس در آلتیمو اهدا کرد.